# Верх-Ачіно
Верх-Ачіно (рос. Верх-Ачино) — присілок у Тогучинському районі Новосибірської області Російської Федерації.
Входить до складу муніципального утворення Сурковська сільрада. Населення становить 37 осіб (2010).

## Історія
Згідно із законом від 2 червня 2004 року органом місцевого самоврядування є Сурковська сільрада.

## Населення
| 2002 | 2007 | 2010 |
| ---- | ---- | ---- |
| 89   | ↘72  | ↘37  |